# Alexander Fraser, 17. Lord Saltoun

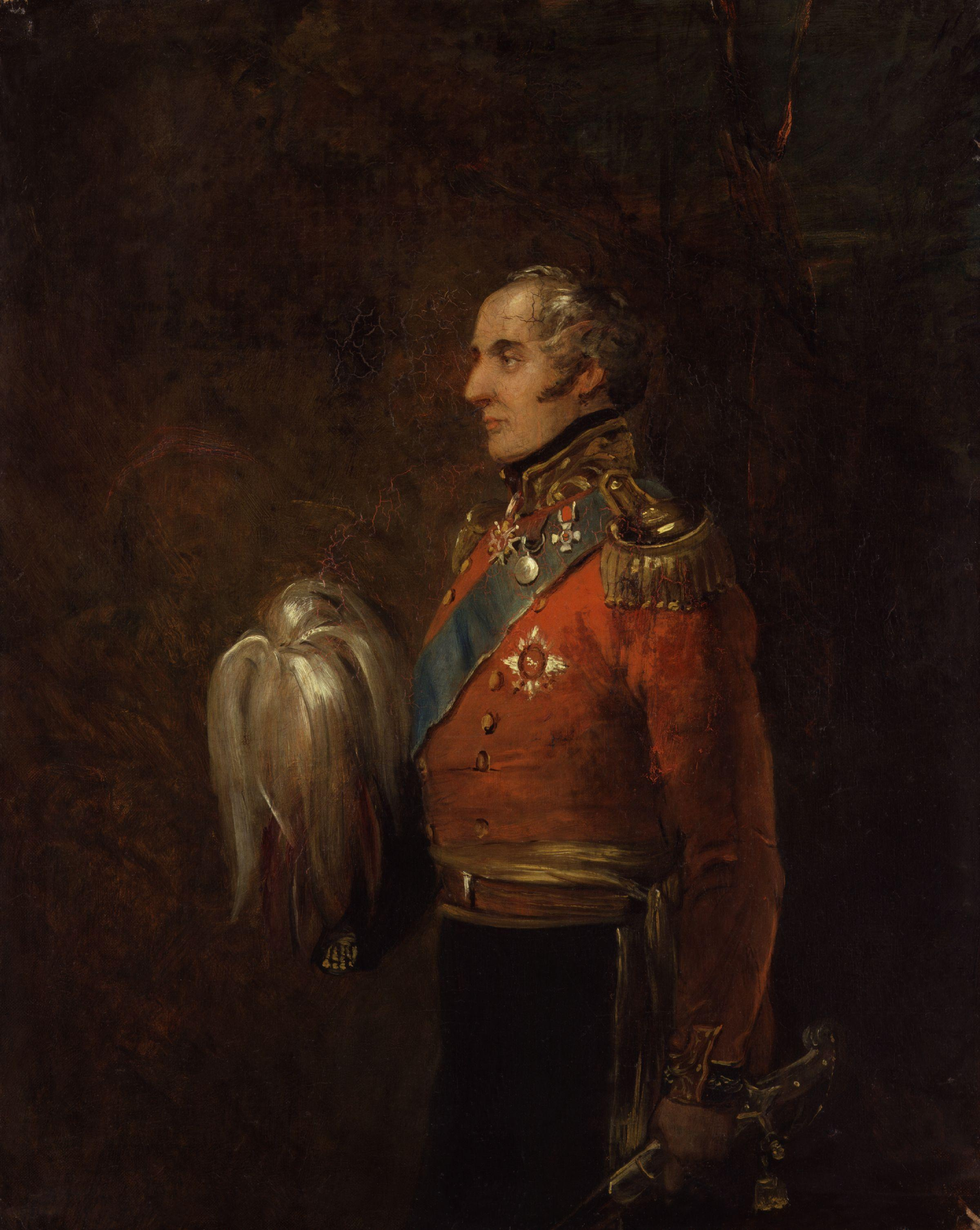
Alexander Fraser, 17. Lord Saltoun

Alexander George Fraser, 17. Lord Saltoun KT GCH KCB (* 22. April 1785 in London; † 18. August 1853 in Auchroath, Moray) war ein schottisch-britischer Peer, Offizier und Politiker.

## Leben
Er war der älteste Sohn des Alexander Fraser, 16. Lord Saltoun (1758–1793) aus dessen Ehe mit Marjory Fraser (1754–1851), Erbtochter des Simon Fraser († 1810), Laird of Ness Castle in Inverness-shire, Direktor der Britischen Ostindien-Kompanie. Er war noch minderjährig, als er beim Tod seines Vaters am 13. September 1793 dessen Titel als Lord Saltoun erbte.
Er besuchte das Eton College und trat im April 1802 als Ensign des 35th Regiment of Foot in die British Army ein. Bereits im September 1802 wurde er zum Lieutenant befördert. 1803 wechselte er als Lieutenant zum 42nd (Royal Highland) Regiment of Foot und 1804 als Lieutenant und Captain zum 1st Regiment of Foot Guards. Während des Vierten Koalitionskriegs diente er von 1806 bis 1807 in Sizilien.
1807 wurde er als schottischer Representative Peer ins britische House of Lords gewählt. Er gehörte dem Parlament bis zu seinem Tod an und galt als Anhänger der Tories.
1808 wurde er beim Feldzug auf der Iberischen Halbinsel eingesetzt und kämpfte in der Schlacht bei La Coruña. 1809 nahm er am Walcheren-Feldzug teil. 1811 beteiligte er sich an der Verteidigung der belagerten Stadt Cádiz und kämpfte später in den Schlachten am Nivelle (1813), am Nive (1813) und bei Bayonne (1814). 1813 wurde er zum Captain und Lieutenant-Colonel befördert. 1815 führte er in den Schlachten bei Quatre-Bras und Waterloo die leichten Kompanien der Gardeinfanterie und zeichnete sich insbesondere bei der Verteidigung von Hougoumont besonders aus. 1815 wurde er als Companion des Order of the Bath (CB), sowie als Ritter des österreichischen Maria-Theresien-Ordens und des russischen Ordens des Heiligen Georg ausgezeichnet.
Von 1825 bis 1837 fungierte er als Aide-de-camp für König Georg IV. bzw. Wilhelm IV. Letzter zeichnete ihn 1837 als Knight Grand Cross des Royal Guelphic Order (GCH) aus. Im selben Jahr wurde er zum Major-General befördert. Während des Ersten Opiumkriegs kommandierte er von 1841 bis 1844 eine Brigade in China und erhielt in Anerkennung seiner dortigen Leistungen den Dank beider Häuser des britischen Parlaments ausgesprochen. 1842 wurde er als Knight Commander des Order of the Bath (KCB) ausgezeichnet und 1846 zum Lieutenant-General befördert. 1846 amtierte er kurzzeitig als Colonel des 5th (Westmorland) Regiment of Foot und von 1846 bis zu seinem Tod als Colonel des 2nd (The Queen’s Royal) Regiment of Foot. 1852 wurde er als Knight Companion des Distelordens ausgezeichnet.
Saltoun hatte einen hohen Ruf als tapferer Soldat; Lord Wellington beschrieb ihn einmal als Vorbild für die Armee, sowohl als Mann als auch als Soldat. Er war auch ein versierter Musiker und Musikliebhaber und war zum Zeitpunkt seines Todes Präsident der Madrigal Society of London und Vorsitzender der Musical Union.
Er starb 1853 in seinem Jagdschlösschen in Auchroath bei Rothes an Wassersucht und wurde in Fraserburgh, Aberdeenshire, begraben. Da seine im März 1815 geschlossene Ehe mit Catharine Thurlow († 1826), einer unehelichen Tochter des Lordkanzlers Edward Thurlow, 1. Baron Thurlow, kinderlos blieb, erbte sein Neffe Alexander Fraser (1820–1886), ältester Sohn seines jüngsten Bruders Hon. William Fraser (1791–1845), seinen Titel als 18. Lord Saltoun.